# Enfermedad de Hoffa
La enfermedad de Hoffa, también llamada síndrome de Hoffa-Kastert o síndrome de la almohadilla grasa infrarrotuliana, es una enfermedad de la rodilla que consiste en la inflamación crónica de la zona de grasa situada por detrás del tendón rotuliano y debajo de la rótula. El tejido graso que se afecta se llama grasa infrapatelar o almohadilla grasa de Hoffa.
La enfermedad debe su nombre al médico y traumatólogo alemán Albert Hoffa, y suele afectar a adultos jóvenes y atletas. Produce dolor e hinchazón en la parte anterior de la rodilla que aumenta al caminar. Puede estar originada por múltiples causas, entre ellas microtraumatismos repetidos. El tratamiento recomendado es generalmente conservador y consiste en reposo, antiinflamatorios tópicos u orales y fisioterapia.